# 索菲亚·甘达里亚斯
索菲亚·甘达里亚斯（西班牙語：Sofía Gandarias，1957年—2016年1月23日），女，比斯開人，西班牙著名画家，法國榮譽軍團勳章获得者。

## 生平
1957年，甘达里亚斯出生於比斯开省格尔尼卡，十二岁开始学习绘画。1970年，她入选卡斯蒂利亚小姐，並参加同年的西班牙小姐选拔赛。她毕业于马德里康普顿斯大学圣费尔南多美术学院。1987年，她在意大利威尼斯与社会党的前交通部長、時任歐洲議會議員恩里克·巴龙结婚，翌年生下儿子亞歷山大。
1990年，甘達里亞斯在歐洲舉辦回顧展，並於1993年與美國小提琴大師耶胡迪·梅紐因及其基金會合作。此後，甘達里亞斯進一步為世界的和平、文化貢獻，例如，她在巴黎愛凱旋門發表了「為寬容而奮鬥」倡議，由市長費德里科·薩拉戈薩、政治家西蒙娜·韋伊和女高音芭芭拉·亨德里克斯主持開幕；她創作了肖像畫《愛的祈禱》，作為紀念聯合國教科文組織成立50週年展覽的標誌。1998年，甘達里亞斯向格爾尼卡鎮捐贈了一幅三聯畫，紀念1937年4月26日摧毀比斯開的格爾尼卡大轟炸。
2000年後，甘達里亞斯潛心研究義大利作家普里莫·萊維的《如果這就是男人》。
2016年1月23日，甘达里亚斯因胰腺癌逝世。

## 荣誉
- 藝術與文學騎士勳章（2005年）[6]
- 法國榮譽軍團勳章（2010年）[7]

## 風格
甘達里亞斯經常讚賞西班牙畫家委拉斯開茲，但是她的風格也受到了畫家弗朗西斯科·戈雅和哲學家弗朗西斯·培根的影響。甘達里亞斯的靈感來源超出了視覺藝術，文學、音樂甚至歷史都可以是她的靈感。甘達里亞斯一生描繪了多位畫家和作家，其肖像獨特之處在於超越了主題的單純表現力，善於捕捉這些藝術家的宇宙以及周遭「看不見的事物」。比如，她所繪的培根流露出了存在焦慮，從而外化了作畫者的內在現實；比起卡夫卡本人的面孔，她更注重於他周遭的黑暗虛空。

## 評價
美國小提琴家耶胡迪·梅紐因說：「和平像河流般流動，平衡了激情與平靜。當充滿同情心的受難靈魂，與大聲拒絕無法忍受之事的氣質結合，當創造的衝動與偉大藝術家的力量和精準結合，天才和傑作就誕生了。我敢說她是優雅而神秘的存在。」墨西哥作家卡洛斯·富恩特斯認為：「索菲亞·甘達里亞斯的風格承襲委拉斯開茲的西班牙肖像畫，展示了沐浴在西班牙夜色中最新的苦難和暴力面孔。她是本世紀的大師。」西蒙娜·韋伊則說：「透過她的畫作，以及她在畫作與事件之間建立的聯繫，索菲亞·甘達里亞斯提醒我們，即使當下的現實變動劇烈，也絕不要對人性絕望。」喬賽·薩拉馬戈則在去世前說甘達里亞斯的畫作是「彩繪的鏡子」。